# Soba
Pour les articles homonymes, voir Soba (homonymie).
Ne doit pas être confondu avec yakisoba, maze-soba, abura-soba ou zaru-soba.

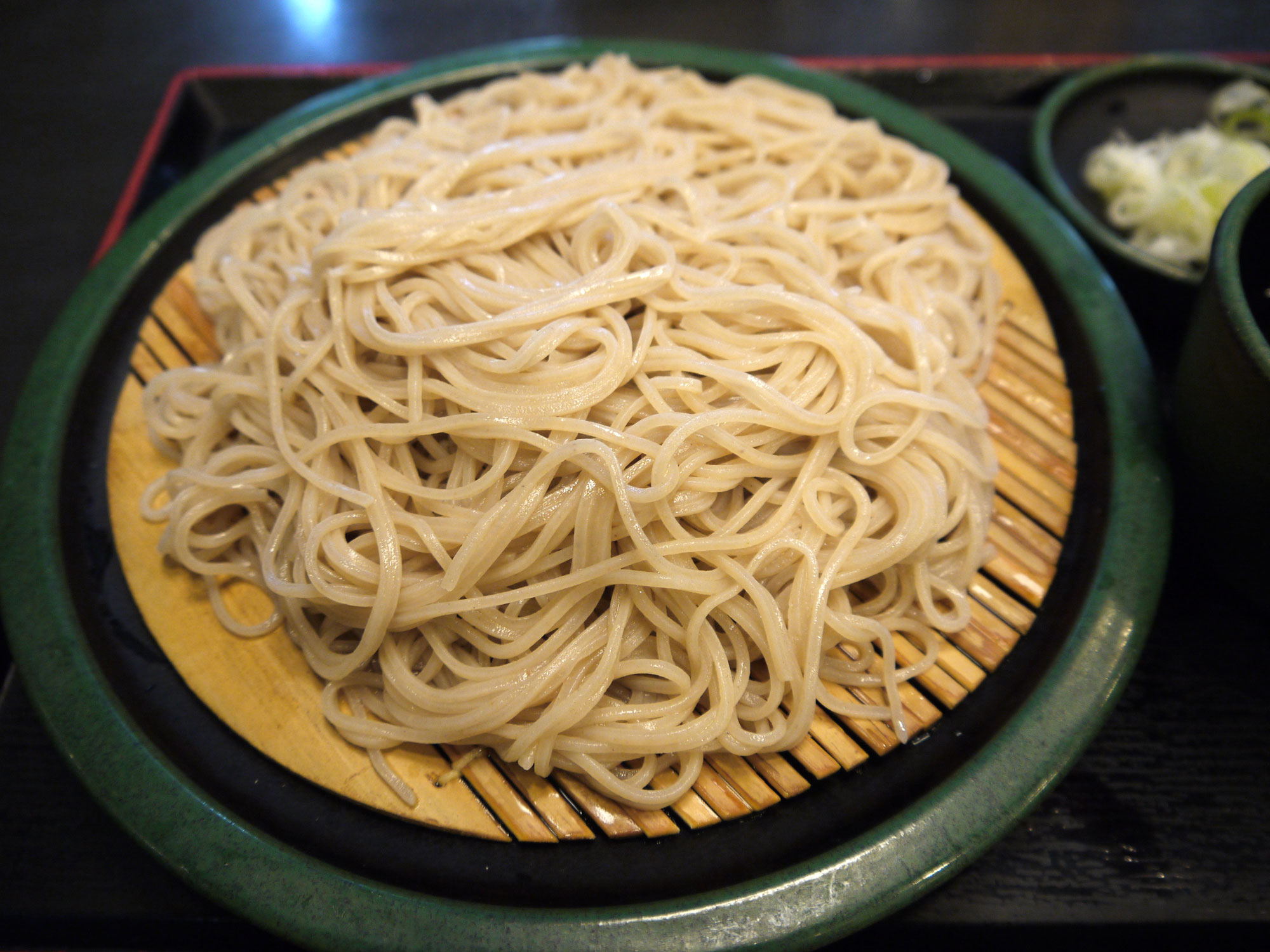
Zaru-soba.

Les soba (蕎麦, そば, /so.ba/) sont des nouilles japonaises fraîches ou sèches à base de farine de sarrasin et d'eau ainsi que le nom donné aux mets japonais qui les utilisent. Soba est aussi le nom japonais du sarrasin commun (Fagopyrum esculentum). Les soba se déclinent en version froide mori ou chaude kake. Avec les udons et les rāmen, elles sont les pâtes les plus consommées au Japon.

## Histoire

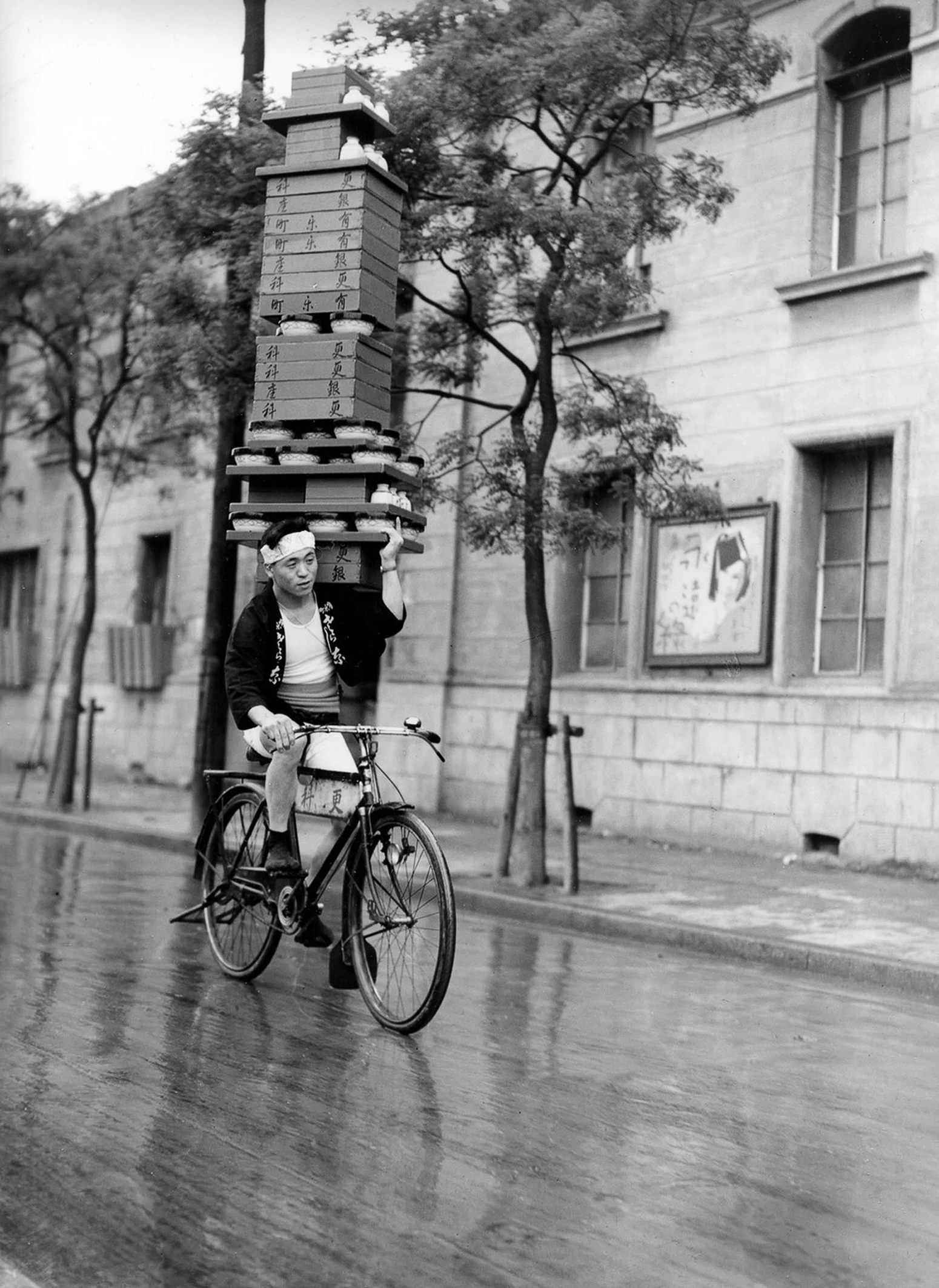
Livreur de soba, Tokyo, 1935

La culture du sarrasin est pratiquée au Japon depuis l'ère Jōmon, mais c'est à l'ère Kamakura que la farine de sarrasin commença à être produite dans le pays avec l'introduction du moulin à vent importé de Chine. Avec cette farine, les Japonais purent confectionner des boulettes appelées sobagaki.
Nécessitant une plus grande technicité pour leur confection, les pâtes à base de farine de sarrasin ne sont apparues qu'à l'ère Edo, entre la fin du XVIe siècle et le début du XVIIe siècle. La fabrication des soba (sobakiri) s'est développée jusqu'à l'apparition, à l'ère moderne, des instant soba (préparations lyophilisées de soba).
Au XIXe siècle, les soba sont plus populaires dans le Kantō (autour de Tokyo), alors que les udons sont plus populaires dans le Kansai (autour d'Osaka).

## Coutumes
Au Japon, lorsqu'on emménage dans son nouveau lieu de résidence, il est de coutume d'offrir à ses voisins des hikkoshi soba.
Et, pour Ōmisoka, il est de tradition de savourer des toshikoshi soba, de longues nouilles censées assurer, selon une croyance populaire, une longue vie aux personnes qui les consomment.

## Fabrication
Les soba sont préparées à partir d'une pâte simple, composée de farine de sarrasin mélangée à de l'eau. Cette pâte est roulée très fine puis pliée en plusieurs fois. Cette préparation multicouches est étalée sur une plaque puis tranchée en fines lamelles d'environ 1 à 2 mm de largeur à l'aide d'un guide en bois spécifique et d'un couteau à soba. Elles peuvent être séchées ou plongées fraîches 1 minute environ dans de l'eau bouillante, puis rincées à l'eau froide afin d'en arrêter la cuisson. Les Soba sont généralement consommées, soit dans un bol rempli de bouillon chaud (mentsuyu)  composé de dashi, mirin, saké et de sauce soja, soit rincées à l'eau froide.

Méthode traditionnelle japonaise de fabrication de soba
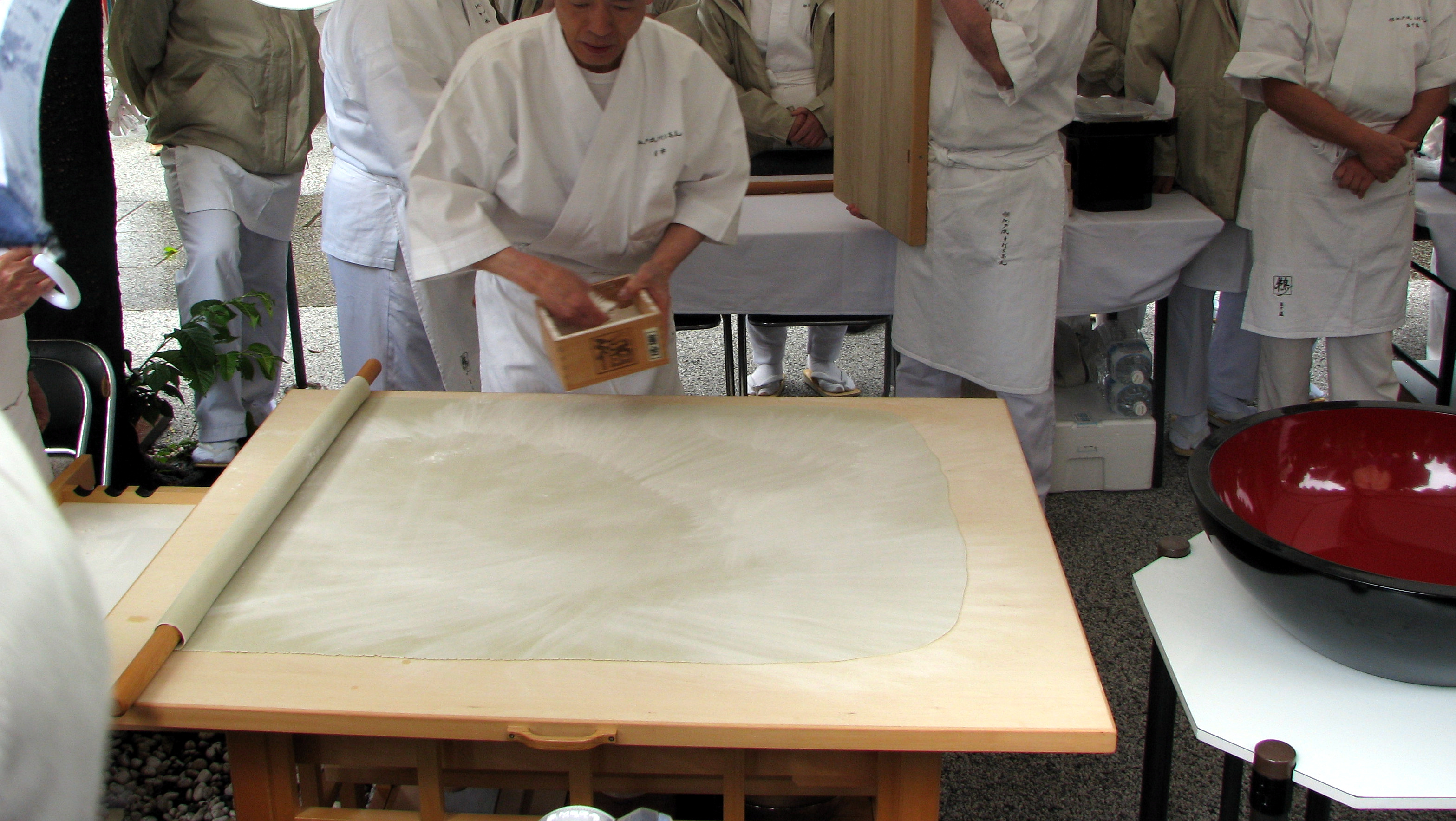
Roulage fin de la pâte
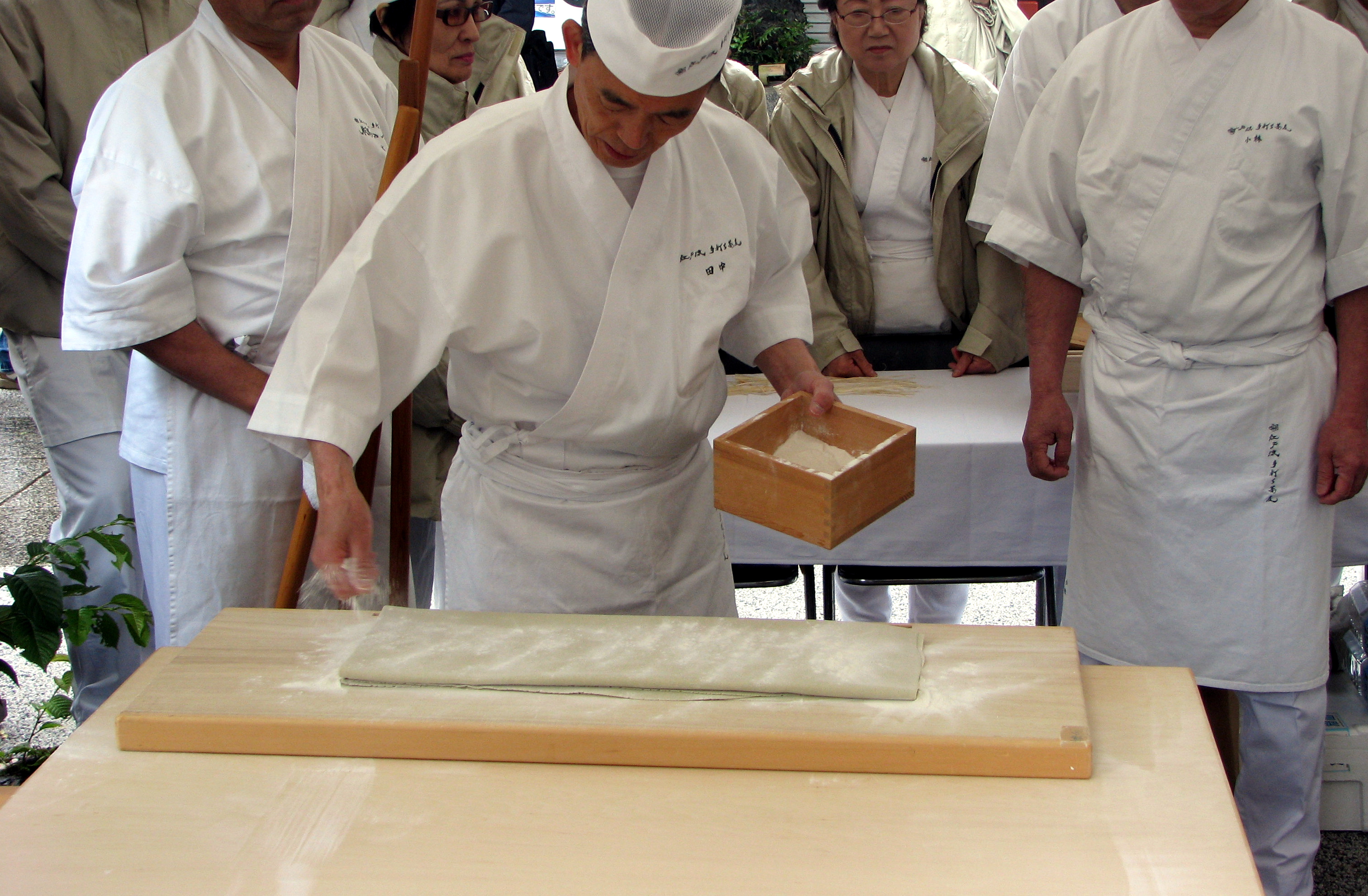
Pliage en multicouches de la pâte affinée
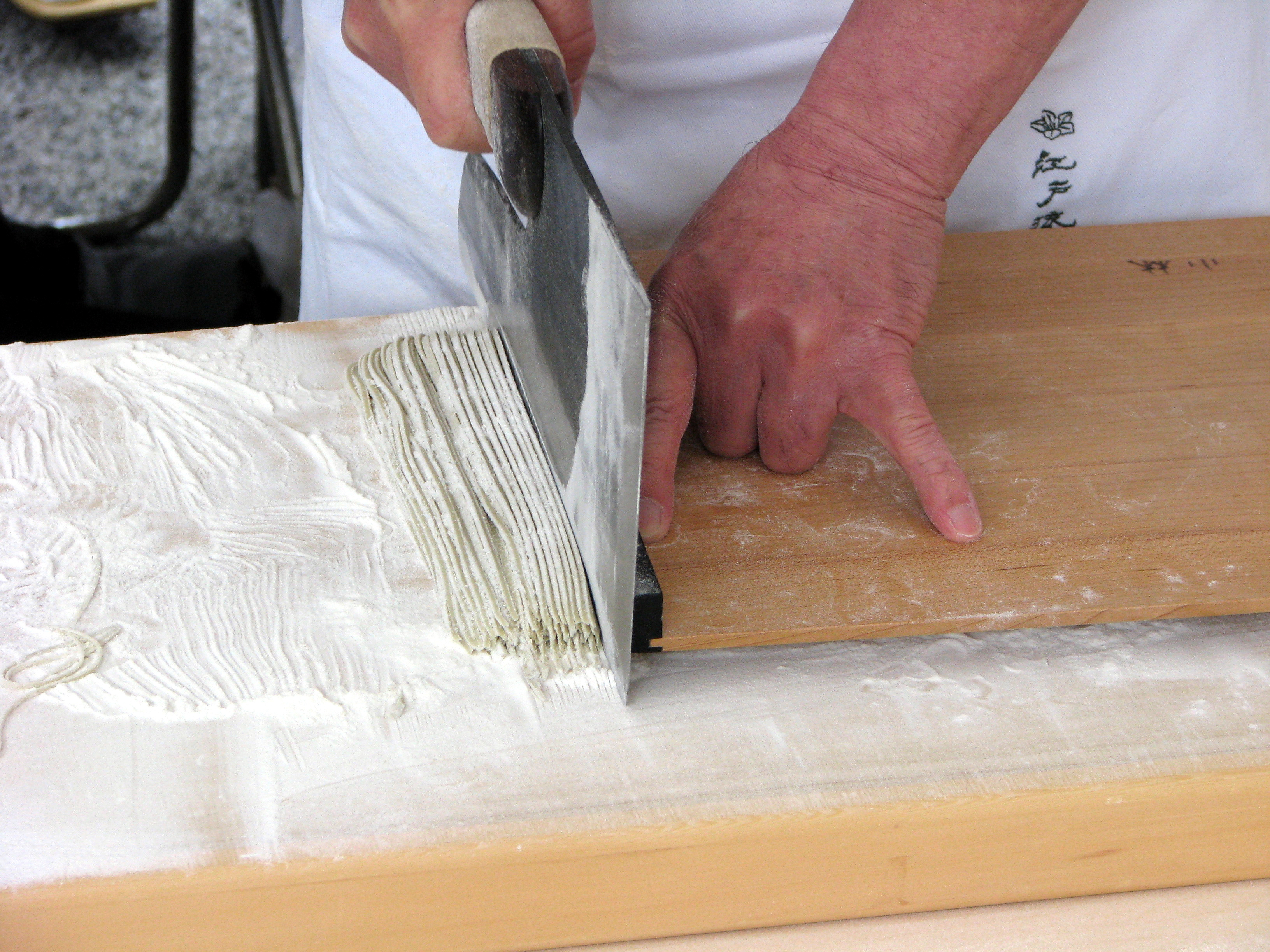
Tranchage à l'aide d'un guide en bois et d'un couteau à soba
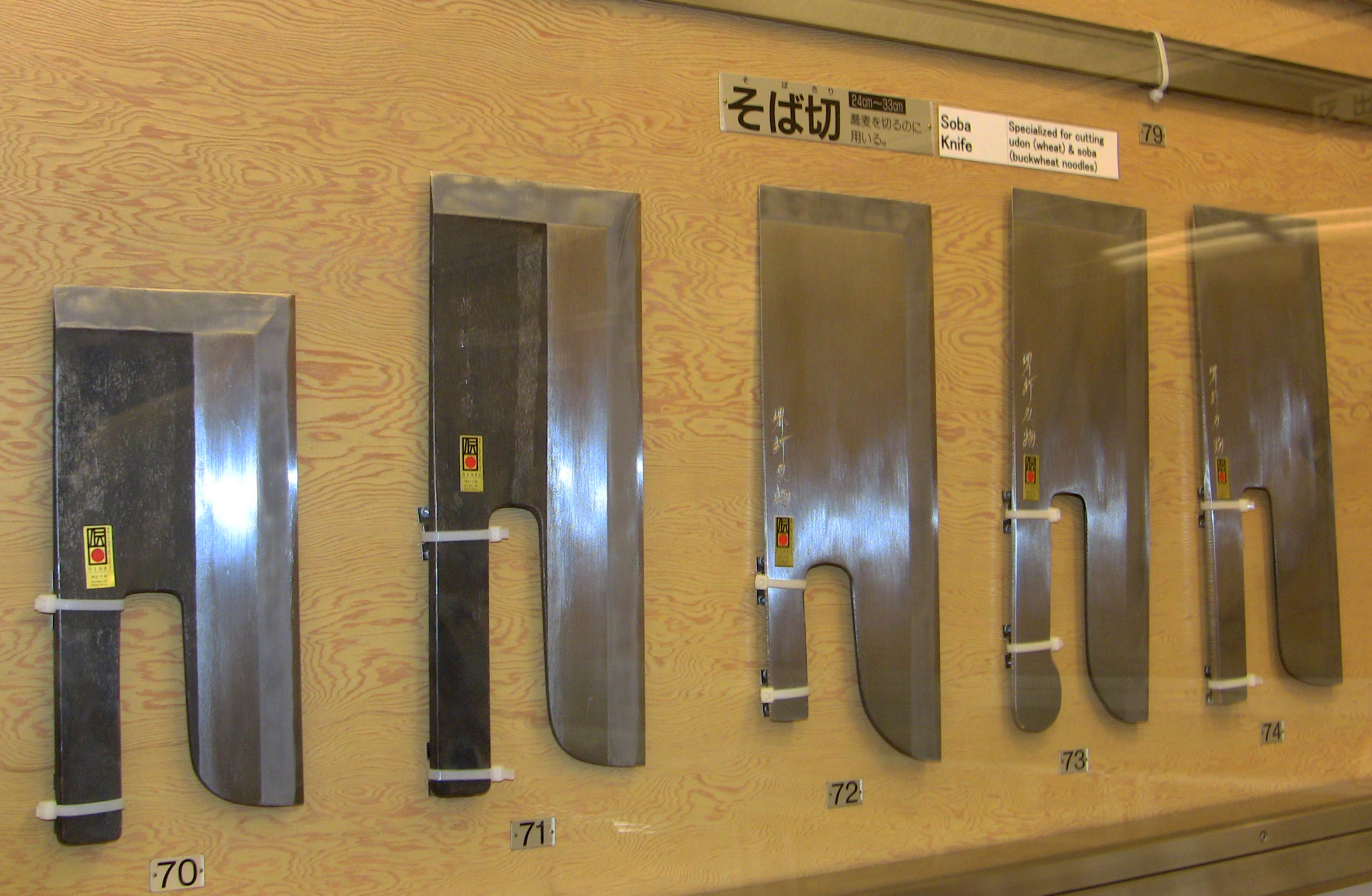
Couteaux traditionnels à soba et udon
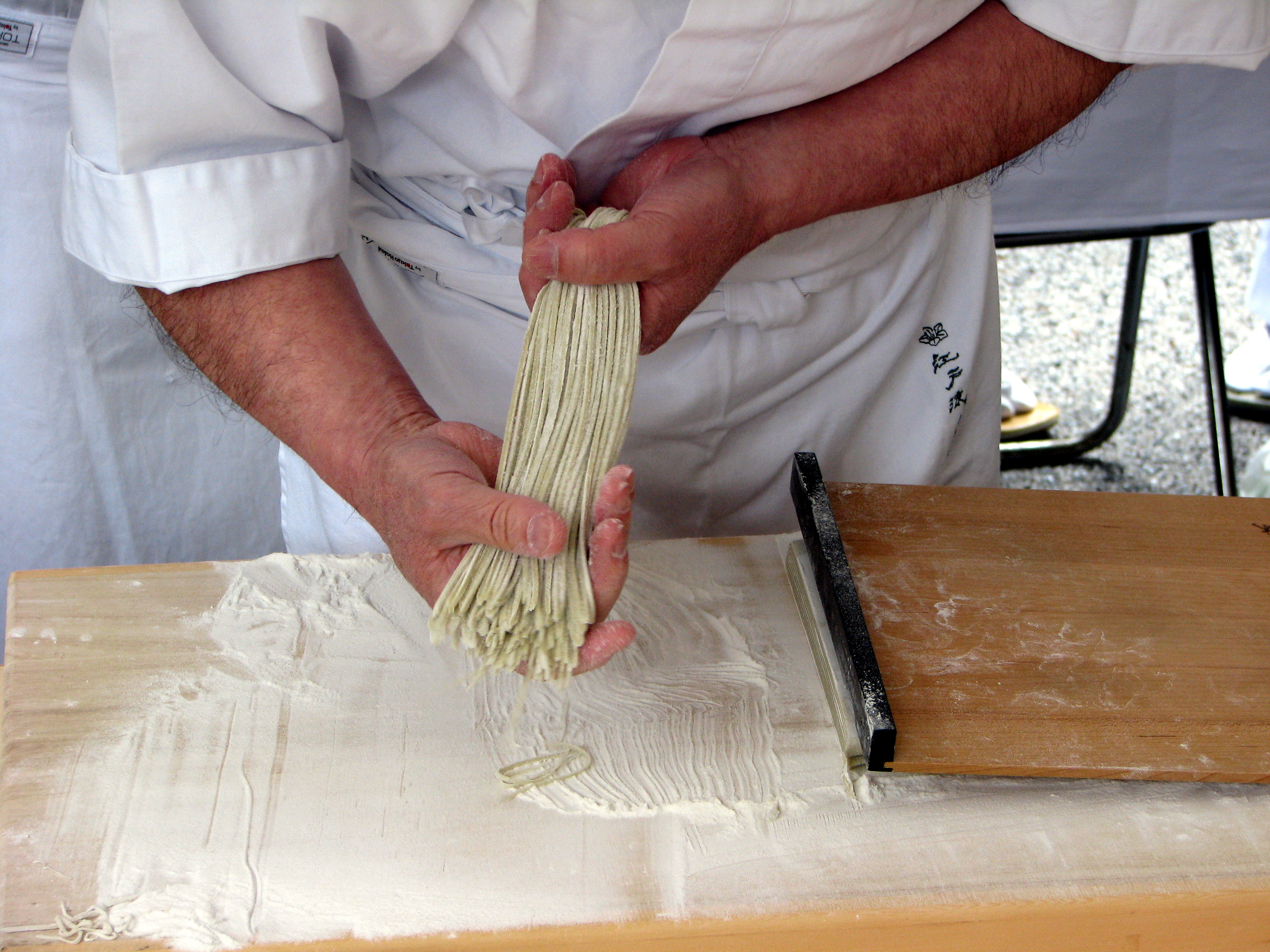
Soba prêtes à cuire

Les soba sont traditionnellement préparées à la main (teuchi soba). Il existe cependant une production industrielle à l'aide de machines et même des automates pour un usage domestique.

## Types desoba
Alors que les shirosoba sont l'appellation des soba façonnées avec une farine de sarrasin classique, les akasoba sont produits à partir d'un sarrasin d'exception, le sarrasin rouge. 
Les gastronomes puristes exigent que la pâte à soba ne soit faite qu'à partir d'une farine de sarrasin. Cependant, comme la pâte à soba « 100 % sarrasin » est peu aisée à travailler, les soba sont, depuis l'origine, souvent confectionnées à partir d'un mélange de farines de sarrasin et de blé, la farine de blé servant de liant. C'est pourquoi il existe différentes variétés de soba, distinguées selon leur teneur en farine de blé :
| Variété          | Farine de blé |
| ---------------- | ------------- |
| juwari ou towari | 0 %           |
| sotonihashi      | ~17 %         |
| nihachi          | 20 %          |

La texture des soba peut aussi être adoucie en incorporant à la pâte un liant (tsunagi) fait d'extraits d'algues et d'igname du Japon.
Il existe aussi des soba au thé vert : cha soba.

## D'autres significations
À l'origine, soba désigne le sarrasin, mais ce terme apparaît aussi dans des expressions représentant des préparations culinaires ne contenant pas de soba. Ainsi, les yakisoba correspondent à l'adaptation japonaise des nouilles sautées chinoises, l'expression chuka soba (« soba à la chinoise ») désigne le nom d'origine des rāmen, et les Okinawa soba, une soupe de pâtes ressemblant à des udon, spécialité d'Okinawa.